# Bona fide
Bona fide (аблатив од лат. bona fides — добра вера) латински је термин који значи у доброј вери, добронамерно или у доброј намери [учинити, рећи]. Термин означава особу која приликом склапања правних уговора или обављању правног чина верује да поступа поштено и у складу са правним поретком или у најгорем случају није свесна свог противправног поступка.
Супротан термин је mala fide, који значи у злој вери, злонамеран или у злој намери.